# Blaine megye (Idaho)
Blaine megye az Amerikai Egyesült Államokban, azon belül Idaho államban található. Megyeszékhelye és legnagyobb városa Hailey. Lakosainak száma 24 272 fő (2020. április 1.). Blaine megye Custer, Camas, Lincoln, Minidoka, Power, Cassia, Bingham, Butte és Elmore megyékkel határos.

## Népesség
A megye népességének változása:
| Lakosok száma | 21 299 | 21 109 | 21 141 | 21 329 | 21 592 | 24 272 |
|               | 2010   | 2011   | 2012   | 2013   | 2015   | 2020   |